# Serafino
Serafino és una comèdia italiana amb Adriano Celentano i Ottavia Piccolo. Ha estat doblada al català.

## Argument
El pastor Serafino passa la seva vida a la muntanya. Només a vegades fa un descens a la vall, on tota la seva família viu en un petit poble. Allà, ret visita a la seva tia Gesuina després passa algunes «hores del pastor» amb les seves amants. Al final de cada visita el seu oncle Agenore el proveeix amb vitualles i subvé a les seves altres necessitats materials. Serafino discuteix sovint amb Agenore però mai no li interessen els diners. Quan la tia Gesuina mor, tota la família es posa a buscar el seu testament. Amb gran sorpresa i descontentament de tots resulta que la tia ha llegat tota la seva fortuna a Serafino. La situació s'enverina més quan aquest últim comença a distribuir diners i regals a tothom. Finalment totes les parts es troben davant el tribunal.

## Repartiment
- Adriano Celentano: Serafino
- Saro Urzì: Oncle Agenore
- Francesca Romana Coluzzi: Asmara
- Ottavia Piccolo: Lidia
- Amedeo Trilli: Pasquale
- Nerina Montagnani: tia Gesuina
- Benjamin Lev: Armido
- Nazzareno Natale: Silio

## Premis
- 1969: Festival Internacional de Cinema de Moscou